# 帕特·麦考密克
帕特·麦考密克（英語：Pat McCormick，1930年5月12日—2023年3月7日），生于加州锡尔比奇，美国女子跳水运动员。她曾代表美国参加1952年和1956年夏季奥林匹克运动会跳水比赛，获得四枚金牌。